# Leucorrhinia
Genre
Classification phylogénétique
- Hexapodes
  - Insectes
    - Archéognathes
    - CNN (clade non nommé)
      - Thysanoures
      - CNN
        - Odonates
          - Epiproctophora
            - Libellulidae
              - Leucorrhinia

Leucorrhinia, en français, les leucorrhines, est un genre d'odonates anisoptères de la famille des Libellulidae.

## Étymologie
Du grec λευχος, η, ον = blanc + ρις, ρινος = nez : au nez blanc. Les espèces de ce genre ont une face blanche caractéristique.

## Morphologie et anatomie

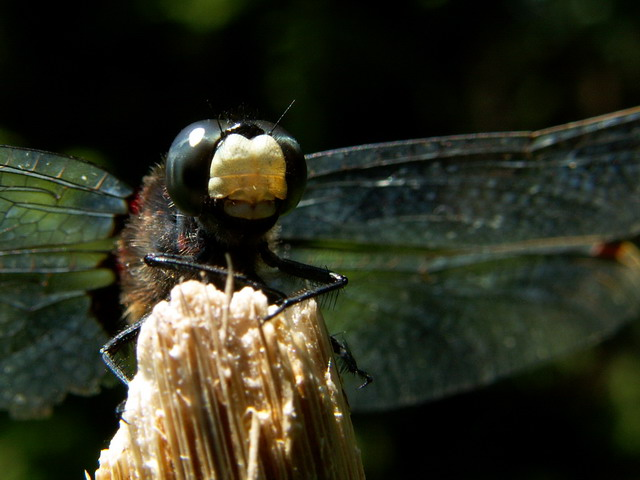
Leucorrhinia dubia Savoie - France, notez la face blanche

Ce sont des libellules de taille moyenne avec une envergure de moins de 7 cm et d'un peu moins de 4 cm de longueur totale. Elles se reconnaissent aisément par leur face blanche contrastant avec le corps sombre. Les ailes antérieures n'ont que 7 à 8 (exceptionnellement 9) nervures transverses anténodales. Les ailes postérieures sont marquées d'une tache basale sombre. Les ptérostigmas sont rectangulaires et courts. Le thorax est sombre mais peut porter, suivant les espèces et les sexes, des bandes jaunes ou rouges. L'abdomen est majoritairement noir avec une série de taches médiotergitales jaunes qui virent au rouge chez les mâles de trois des espèces alors qu'elles disparaissent chez les deux autres et que l'extrémité de l'abdomen se couvre d'une pruine grise. Ce genre est assez facile à différencier des autres Libellulidae sauf peut-être avec Sympetrum danae qui partage les milieux de plusieurs espèces de leucorrhines.
Le vol des leucorrhines est erratique, un peu hésitant et assez facilement repérable. 

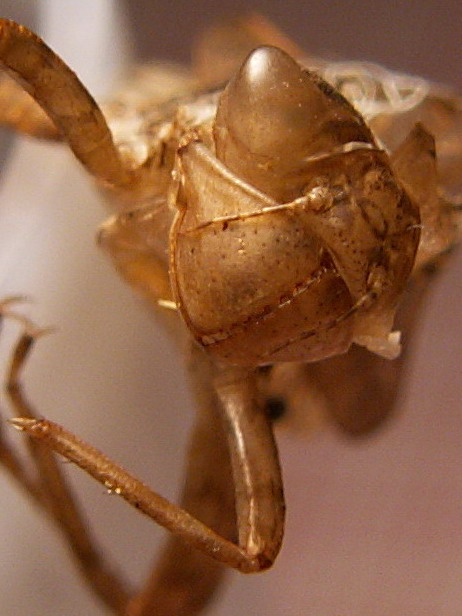
Exuvie de Leucorrhinia albifrons, Ain - France ; notez les yeux caractéristiques du genre

## Reproduction et développement
Les femelles pondent seules ou gardées par le mâle.
Les larves sont typiques de celles des Libellulidae, de petite taille, moins de 20 mm, mais ont des yeux nettement proéminents de chaque côté de la tête.

## Menaces et conservation
Ce genre rassemble plusieurs espèces dont les populations sont menacées à l'échelle locale, régionale ou mondiale.
Dans le Paléarctique occidental, seule Leucorrhinia dubia ne fait pas l'objet d'une mesure de protection, les écosystèmes qui l'abritent étant encore peu menacés. Les autres espèces souffrent de la dystrophie des milieux lentiques et de la pression halieutique qui conduit à des introductions de poissons prédateurs des larves ou ravageurs de la végétation aquatique.

## Principales espèces
- Leucorrhinia albifrons (Burmeister, 1839) - Leucorrhine à front blanc
- Leucorrhinia caudalis (Charpentier, 1840) - Leucorrhine à large queue
- Leucorrhinia dubia (Vander Linden, 1825) - Leucorrhine douteuse
- Leucorrhinia pectoralis (Charpentier, 1825) - Leucorrhine à gros thorax
- Leucorrhinia rubicunda (Linnaeus, 1758) - Leucorrhine rubiconde
- Leucorrhinia frigida Hagen, 1890 – Leucorrhine frigide
- Leucorrhinia glacialis Hagen, 1890 – Leucorrhine glaciale
- Leucorrhinia hudsonica (Selys, 1850) – Leucorrhine hudsonienne
- Leucorrhinia intacta (Hagen, 1861) – Leucorrhine mouchetée
- Leucorrhinia patricia Walker, 1940 – Leucorrhine nordique
- Leucorrhinia proxima Calvert, 1890 – Leucorrhine apprivoisée